# Submarino Salvatore Todaro (S 526)
El Salvatore Todaro (S 526) es un submarino del Tipo 212 de la Marina italiana. Su quilla fue puesta en grada el 3 de julio de 1999 en el astillero de Muggiano por Fincantieri. El Salvatore Todaro (S 526) fue botado el 6 de noviembre de 2003 y puesto en servicio el 29 de marzo de 2006. El 14 de octubre de 2006 se le entregó su pabellón de combate.
El Salvatore Todaro está activo en la Marina Militare.